# Diarthrognathus
Diarthrognathus ("mandíbula con dos articulaciones") es un género extinto de sinápsidos cinodontes, conocidos a partir de fósiles hallados en Sudáfrica. Diarthrognathus es de interés ya que posee una estructura mandibular que es intermedia con respecto a la de los mamíferos y los reptiles, con una articulación reptiliana entre los huesos cuadrado y articular junto a la articulación entre los huesos escamoso y dentario propia de los mamíferos.